# Leeds
Leeds je grad u Zapadnom Yorkshiru u Ujedinjenom Kraljevstvu. Leeds je kulturno, gospodarsko i trgovačko središte aglomeracije West Yorkshire koja je prema prema popisu stanovništva iz 2001. imala 1.5 milijuna stanovnika. Ako se izuzme London, Leeds ima najrazvijeniji poslovni sektor, sektor pravnih i financijskih usluga u Velikoj Britaniji, a smatra se da je to grad s najvišim stopama rasta gospodarstva i broja stanovnika.

## Vanjske poveznice
|  | Zajednički poslužitelj ima još gradiva o temi Leeds |